# 조앤 우드워드
조앤 지닐리아 트리미어 우드워드(영어: Joanne Gignilliat Trimmier Woodward, 1930년 2월 27일 ~ )는 미국의 배우이다. 대표작으로 1956년 《죽음 전의 키스》, 1957년 《이브의 세 얼굴》, 1958년 《길고 긴 여름날》 등이 있으며 특히 《이브의 세 얼굴》에서 해리성 정체성 장애를 앓고 있는 인물인 '이브'역의 연기로 제 30회 아카데미 여우주연상을 수상하였다. 그녀는 또한 1960년 2월 9일, 할리우드 명예의 거리에 기록된 본인의 이름 앞에서 최초로 인증 사진을 남긴 인물이다.

## 개요
국내에서는 폴 뉴먼의 부인으로 유명하지만 아카데미, 칸 영화제에서 여우주연상을 수상한 연기파 배우이자 헐리우드의 전설적인 여배우다.

## 일생
찰스 스크리브너스 선스 출판사 부사장이였던 아버지 밑에서 태어났으며, 어머니가 영화 애호가 셔서 배우가 되는 데 영향을 받았다고 한다. 이름인 조앤(Joanne) 역시 전설적인 여배우인 조안 크로포드(Joan Crawford)에서 따왔다고 한다.
1958년 폴 뉴먼과 결혼하여 슬하에 3명의 딸 넬 뉴먼, 멜리사 뉴먼, 클레어 올리비아 뉴먼을 두었고 2008년 사별했다.